# Heinz von Lichberg
Heinz von Lichberg, tên thật Heinz von Eschwege (sinh 1890 ở Marburg, qua đời 14 tháng 3 năm 1951 tại Lübeck) là một tác gia và nhà báo người Đức, được người ta nhớ đến chủ yếu cho truyện ngắn năm 1916 của ông Lolita. Có lập luận cho rằng Vladimir Nabokov đã sáng tác tiểu thuyết cùng tên năm 1955 dựa trên truyện ngắn của Lichberg. Câu chuyện được xuất bản trong một bộ sưu tập 15 truyện ngắn mang tên Die verfluchte Gioconda (Gioconda đáng nguyền rủa).
Sinh ra trong một gia đình quý tộc Hessia, ông đã chọn bút danh Heinz von Lichberg theo Leuchtberg gần Eschwege, nơi nhiều trận chiến đã được diễn ra. Ông phục vụ trong đội kỵ binh trong Chiến tranh thế giới thứ nhất, và sau chiến tranh đã làm nhà báo và tác gia ở Berlin.

## Ấn phẩm
- Die verfluchte Gioconda, Darmstadt, Falken-Verlag, 1916, 196 trang
- Das deutsche Herz, Berlin, Stilke, 1917, 134 trang